# Samuel Bickerton Harman

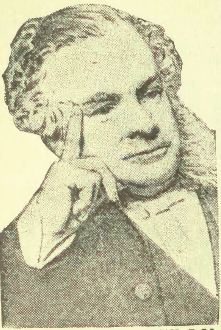
Samuel Bickerton Harman

Samuel Bickerton Harman (* 20. Dezember 1819 in Brompton (London); † 26. Juli 1892 in Toronto) war ein kanadischer Rechtsanwalt und Buchhalter. Von Januar 1869 bis Januar 1871 war Harman der 18. Bürgermeister von Toronto.
Samuel Bickerton Harman besuchte das King’s College in London und begann seine berufliche Laufbahn 1840 als Angestellter in der Colonial Bank’s auf Barbados. Zwei Jahre später heiratete er in Toronto, ein Jahr später wurde sein erster Sohn Samuel Bruce auf Grenada geboren. 1847 kehrte er offenbar aus familiären Gründen nach England zurück. Ein Jahr später wanderte er mit seiner Frau und seinen vier Söhnen nach Kanada aus. In den 1850er Jahren studierte er Jura und legte 1855 seine Prüfung am Trinity College ab. Zwischen 1850 und 1853 bekamen Harman und seine Frau drei weitere Kinder, eine 1856 geborene Tochter starb drei Jahre später. Harman engagierte sich 1852 bei der Gründung des Toronto Boat Club, der später zum Royal Canadian Yacht Club umbenannt wurde. 1866 nahm er als Stadtrat für den Ward St Andrew’s sein erstes politisches Amt war. Er war bis 1872 in der Stadtregierung und wurde von 1869 bis 1871 vom Rat als Bürgermeister berufen. Während seiner Amtszeit reformierte er die städtische Verwaltung, die vormals von Teilzeitbeschäftigten durchgeführt wurde, in eine professionell geführte Institution. Samuel Bickerton Harman galt als jemand, der sein außerordentliches politisches und organisatorisches Geschick gut einsetzen konnte. Nach seiner Zeit als Bürgermeister bildete er Gutachter für die städtische Steuerbehörde aus, die anerkanntermaßen eine hervorragende Arbeit leisteten.